# Gackt
Ósiro Gakuto (大城 ガクト; Hepburn: Ōshiro Gakuto; Okinava, 1973. július 4. –), ismertebb nevén Gackt, japán énekes, zeneszerző, dalszövegíró, színész, producer. 2009 óta művésznevét nagybetűvel stilizálva, GACKT formában viseli.
Rjúkjúi családba született, korán elkezdett zongorázni tanulni, klasszikus zenén és enkán nőtt fel. Pályafutása 1993-ban kezdődött, először a rövid életű Cains:Feel együttes frontembereként, majd a Malice Mizer visual kei rockegyüttes énekeseként. 1999-ben szólókarrierje is elindult. Kilenc stúdióalbumot és 48 kislemezt jelentetett meg. A japán zenetörténelemben ő az első férfi szólóénekes, akinek egymás után tíz olyan kislemeze jelent meg, amely mind felkerült az Oricon heti slágerlistájának első tíz helyezettje közé. 2007. június 20-án jelent meg Returner (Jami no súen) című kislemeze: az egyetlen, amelyik vezette a slágerlistát. Szólóelőadóként mintegy tízmillió lemezt adott el.
Gackt dalait felhasználták videójátékok (például a Dirge of Cerberus: Final Fantasy VII), animék (például a Sin Hokuto no ken vagy a Mobile Suit Zeta Gundam) és televíziós sorozatok betétdalául. Színészként is tevékenykedik, szerepelt például az általa írt Moon Child című filmben, nemzetközileg pedig a Bunraku című akciófilmben debütált. Szerepelt a Fúrin kazan című televíziós sorozatban. Játszott színdarabokban is, Moon Saga: Josicune hiden címmel pedig maga is írt és rendezett színdarabot. A hangját felhasználták a Gackpoid szoftverhez, mely az Internet Co., Ltd. első Vocaloid szoftvere volt.
2012 óta Malajziában él, ahol saját ingatlancége is van.

## Neve és születési ideje
Gackt pontos születési nevét egészen 2017-ig nem lehetett tudni. Egy ideig úgy vélték, a születési neve Kamui Gakuto (神威 楽斗), latin betűsített formájában Gackt Camui, de a Zeneszerzők, szerzők és kiadók amerikai szövetsége (ASCAP) a Gackt és Gackt C nevek mellett Gakuto Ooshiro néven is listázta. 2017. december 26-án Gackt megerősítette, hogy ez a valódi neve. Születési éve sem volt biztos, csak 2009. november 5-én derült rá fény. Korábban a hivatalos profiljában 1540 szerepelt, amely a pályafutása elejéhez köthető vámpír-imidzsének a része volt.

## Gyermek- és fiatalkora
Gackt háromgyermekes rjúkjúi családban nőtt fel Okinava szigetén. Édesapja zenetanár volt, trombitán játszott, édesanyja szintén tanár volt. Egy nővére és egy öccse van. Édesapja munkája miatt több településen is laktak: Jamagucsiban, Fukuokában, Sigában, Oszakában és Kiotóban. A középiskolát Sigában végezte, majd felvételt nyert a Kiotói Gakuen Egyetemre.
Hároméves korában kezdett el zenét tanulni, zongoraleckéket vetettek vele a szülei. Hétéves korára beleunt a zongorázásba, a költözések miatt pedig állandóan tanárt kellett váltania. Csak négy évvel később engedték meg neki a szülei, hogy abbahagyja. Édesapja révén Gackt a rézfúvós hangszereket is jól ismeri. Általános iskola felső osztályában egy másik fiúval vívott zongoraversenyben alulmaradt, ekkor magától kezdett el otthon gyakorolni és kottát írni. Úgy nyilatkozott, a legnagyobb hatással a zenéjére Frédéric Chopin volt: „ő tanította meg nekem a zene szépségét, mélységét, örömét, bánatát, jóságát; hogy a zene bátorságot adhat az embereknek, és a hang rétegeinek jelentését. Nem túlzást azt állítanom, hogy Chopin képezi a zeném alapjait.” Gyermekkorában csak klasszikus zenét és enkát hallgatott, egészen a középiskoláig nem érdekelte a rockzene. Ekkor sajátította el a dobolást. Először nem akart amatőr együttesekben játszani, mert a nagyzenekari játékhoz képest silányabbnak tartotta a minőséget. Fokozatosan vonzani kezdte azonban a közönség lelkesedése, kedvére való volt, hogy az együttes tagjaira felelősség hárul, és úgy gondolta, így tudott igazán kibontakozni a személyisége.

## Pályafutása

### 1993–98: Első zenei próbálkozásai és a Malice Mizer

Gackt 1998-ban, utolsó koncertjén a Malice Mizerrel. Az együttesre ekkoriban jellemző barokkos vámpír-koncepcióhoz illő jelmezt visel.

Az 1990-es évek elején Gackt egy kaszinóban dolgozott krupiéként és hosztként, miközben egy együttesben beugró dobosként működött közre. Szeretett volna többet kezdeni a zenei tudásával, de ekkoriban negatívan szemlélte az életét. A kaszinóban ismerkedett meg egy üzletemberrel, aki megváltoztatta a felfogását és inspirálta, hogy megtalálja a célját az életben. Egy évvel később kilépett az együttesből, többféle munkát is végzett, többek között hangtechnikus volt a stúdióban, ahol a dobolást gyakorolta. Húsz éves volt, amikor megismerkedett YOU-val (Kuroszaki Jó) egy kiotói live house-ban és megalapították a Cains:Feel együttest. YOU később a szólóénekessé váló Gackt háttérzenekarának tagja lett. Mivel nem volt énekesük, Gackt lett a frontember, egy demófelvételt fel is vettek.
1995-ben bemutatták a Malice Mizer visual kei együttesnek, mely épp kényszerpihenőt tartott, miután frontemberük, Takano Tecu távozott. Gackt Tokióba költözött és csatlakozott az együtteshez 1995 októberében. Amellett, hogy énekelt az együttesben, zongorázott és ő volt a fő szövegíró is. Ezen kívül két dalt írt az együttesnek, Regret és Le Ciel címmel. Utóbbi az együttes legsikeresebb kislemeze volt, negyedik helyet érte el az Oricon slágerlistáján. A Malice Mizer a visual kei média által new visualnak hívott korszakának egyik olyan együttese volt, mely a részletesen kidolgozott, androgün, vámpír-ihletésű jelmezekkel és sminkekkel kitűnt a hasonló együttesek közül az 1990-es években.
1999 januárjában jelentették be, hogy Gackt kilépett az együttesből. Önéletrajzi könyve szerint a tagok közötti nézeteltérések, a megszállottság, a hirtelen meggazdagodás és az együttestől való elszigetelődés vezetett a távozásához.

### 1999–2001: Szólókarrierje kezdetei:Mizérable,MarsésRebirth
1999-ben Gackt szólókarrierbe kezdett, melynek első lépéseként 11 helyszínen adott koncertet Japán-szerte a 99 Gackt Resurrection turné keretében. Május 12-én megjelent első középlemeze, a Mizérable a Nippon Crown kiadónál. Az album 12 hetet töltött az Oricon slágerlistáján és a második helyig jutott. Azonos címmel kislemez is jelent meg, mely kilenc hetet töltött a listán és harmadik helyezett volt. A lemez megmutatja Gackt „tehetségét a hangszerelés terén, összeolvasztva a klasszikus elemeket a rock műfajával. [...] Stílusa a romantikusan klasszikustól a kísérletező és kibontakozó progresszív rockig terjed.” Júliusban az oszakai és tokiói Shock Wave Illusion fesztiválon lépett fel. Augusztus 11-én megjelent második kislemeze, a Vanilla. Negyedik helyen végzett a slágerlistán, és tíz hétig szerepelt rajta. A Japán Hanglemezgyártók Szövetsége (RIAJ) még abban a hónapban aranylemezzé nyilvánította.
2000. február 9-én és 16-án két újabb kislemez látott napvilágot, a Mirror és az Oasis. Kilencedik, illetve hetedik helyen végeztek, és hat hétig voltak a listán. Ötödik kislemeze, a Szekirei: Seki-ray március 8-án került a boltokba, hetedik helyet ért el az Oriconon és hat hétig maradt a listán. Az év elején az énekeshez csatlakozott a gitáros és producer Chachamaru. Gackt ebben az időben két gitárt tervezett a Caparison Guitars számára, „Marcury” és „Venus” néven, melyeket néha a koncertjein is használt. Első stúdióalbuma, a Mars április 26-án jelent meg, harmadik helyezett volt a slágerlistán, öt hétig szerepelt rajta, és aranylemez lett. Április 27-től Mars szora kara no hómonsa: Kaiszó címmel 16 koncertből álló országos turnéra indult, melyet július 1-jén a Yokohama Arénában fejezett be. Augusztus 30-án kijött következő kislemeze, a Szaikai (Story), mely hat hétig szerepelt a listán és hetedik helyig jutott. Ezt a Secret Garden című dal követte november 16-án, mely tizedik helyezést ért el. December 16-án Gackt megjelentette az első Platinum Boxot VHS-kazettán.
2001. március 14-én jelentette meg Kimi no tame ni dekiru koto címmel nyolcadik kislemezét, mely 18 hétig volt az Oricon listáján és a hatodik volt a legmagasabb helyezése. Április 25-én ezt követte a nagylemez, Rebirth címmel. Ez volt az első koncepcióalbuma, mely a második világháború idején játszódik és „Requiem et Reminiscence” címmel fiktív narratívát mesél el. A lemezen a korábban megjelent Szekirei: Seki-Ray és Secret Garden dalok is szerepeltek. Harmadik helyezett lett az Oriconon, 21 héten át volt a slágerlistán. Május 3-án indult a Requiem et Reminiscence turné, 14 állomáson 18 koncerttel. A zárófellépésre június 23-án került sor a Yokohama Arénában. Szeptember 5-én megjelent az Another World című dal, mely második helyig jutott és 17 hetet töltött a listán. Több mint 250 000 példányban fogyott. A 2001. szeptember 11-ei terrortámadásokat követően Gackt dalt írt a világbékéért. 2001 decemberében jelent meg Dzsúnigacu no Love Song címmel és ötödik helyezést ért el a slágerlistán. 2004-ig angol, koreai és kínai nyelven is megjelent, mindhárom esetben karácsony előtt. Szilveszterkor előadta az Another Worldöt a Kóhaku uta gasszen című presztízses tévéműsorban, ahová először hívták meg.

### 2002–03:Moon,Moon Child(film) ésCrescent
2001 második felében Gackt elindította második koncepcióját „Moon Saga” címmel. 2002. április 4-én megjelentette 11. kislemezét, Vaszurenai kara címmel, mely negyedik helyezett volt az Oricon heti slágerlistáján. Június 6-án újabb országos turné következett az új koncepcióval; a zárókoncertre július 10-én került sor a Zepp Sendaiban. Június 16-án megjelent a koncepcióhoz tartozó stúdióalbum is, a Moon. A lemez második lett a slágerlistán és aranylemez státust ért el. Szeptember 22-én Gackt részt vett a kínai–japán kapcsolatok normalizálásának 30. évfordulójára rendezett koncerten a pekingi Munkások Tornacsarnokában. Október 14-én folytatta a turnézást, Kagen no cuki (下弦の月; Hepburn: Kagen no Tsuki, ’A fogyó hold’) címmel 15 helyszínen 22 koncertet adott. Az utolsó fellépést december 24-én, a Yokohama Arénában tartotta. Szilveszterkor ismét fellépett a Kóhaku uta gasszen műsorban, ezúttal a Dzsúnigacu no Love Song című dalát adta elő.
2003-ban Gackt a Moon Child című filmen dolgozott, a forgatókönyv társírója volt, és az egyik főszerepet is ő alakította. A filmet Tajvanon forgatták. A másik főszereplővel, Hyde-dal közösen a film betétdalát is felvették, Orendzsi no taijó (オレンジの太陽; Hepburn: Orenji no Taiyō, ’Narancs nap’) címmel. A filmet április 19-én mutatták be Japánban, majd május 13-án a cannes-i filmfesztiválon és 2004. április 12-én a Philadelphiai Filmfesztiválon is. A március 19-én kiadott Kimi ga oikaketa jume című kislemeze második helyezést ért el az Oriconon és aranylemez lett. Május 4-én elindult a Dzsógen no cuki (上弦の月; Hepburn: Jōgen no Tsuki, ’A növekvő hold’) turné, nyolc állomáson 13 koncerttel. Június 11-én újabb kislemez látott napvilágot, a Cuki no uta, mely harmadik lett és aranylemez státust ért el. Július 6-án a Yokohama Arénában ért véget a turné. Szeptember 26-án megjelent önéletrajzi könyve, a Dzsihaku (自白; Hepburn: Jihaku, ’Vallomás’). Szeptember 27-én fellépett a TV Asahi 45. évfordulójára rendezett Kingdom Rock Shown. Október 2-án előadta John Lennon Love című dalát a Yoko Ono által szervezett Dream Power: John Lennon Super Live koncerten a Saitama Super Arenában. A „Moon Saga” koncepció részeként egy regénye is megjelent, a Moon Child Requiem (Moon Child 鎮魂歌). November 12-én ötödik helyezést ért el a slágerlistán 16. kislemeze, a Last Song, mely aranylemez lett. December 3-án újabb koncepcióalbum került a boltokba, a Crescent, mely az ötödik helyig jutott az Oriconon és platinalemez lett. Szilveszterkor Gackt fellépett a Kóhaku uta gasszenben a Last Songgal.

### 2004–05:The Sixth DayésThe Seventh Night,Love Letter,Diabolos
2004. február 25-én megjelent első válogatáslemeze, a The Sixth Day: Single Collection, melyen korábbi kislemezek szerepeltek, néhány dalt újra fel is vett hozzá. Harmadik helyezett volt az Oriconon és 23 hetet töltött a listán, valamint platinalemez lett. Április 29-én elindult a The Sixth Day & Seventh Night turné, mely országosan nyolc állomást érintett és 15 fellépést jelentett. Május 26-án The Seventh Night: Unplugged címmel újabb válogatáslemez jelent meg, melyen korábbi dalainak akusztikus verziója szerepelt. Ötödik volt az eladási listán és aranylemez lett. Október 27-én újabb kislemeze látott napvilágot, a Kimi ni aitakute. Második helyezésig jutott és szintén aranylemezzé nyilvánították. December 4-én Gackt fellépett a koreai M.net/Km Music Video Festivalon, ahol elnyerte a legjobb ázsiai rockelőadónak járó díjat. Ezen az éven is meghívást kapott a Kóhaku uta gasszenbe, ahol ezúttal a Kimi ni aitakute című dalt adta elő.
2005. január 26-án megjelent 20. kislemeze, az Arittake no ai de, mely hetedik helyezésig jutott az Oriconon, majd az akusztikus tematika folytatódott az ötödik stúdióalbummal, a Love Letterrel, mely Bálint-napon került a boltokba és ötödik helyezett volt a slágerlistán. A RIAJ aranylemezzé nyilvánította, majd június 14-én koreai nyelven is megjelent a dél-koreai piacon Love Letter-for Korean Dears címmel. Április 29-én újabb kislemez jelent meg Black Stone címmel, mely harmadik helyezésig jutott és szintén aranylemez lett. Május 25-én ezt követte a Metamorphoze című kislemez, mely a Mobile Suit Zeta Gundam betétdala lett. Ez volt a negyedik kislemeze, amely második helyet ért el az Oricon heti listáján; és szintén aranylemez lett. Augusztus 10-én újabb kislemez következett, a Todokanai ai to sitteita no ni oszaekirezu ni aisicuzuketa..., mely harmadik lett és aranylemezzé vált. Szeptember 21-én hatodik stúdióalbuma is megjelent Diabolos címmel. Koncepcióját tekintve a Moon-lemezek előzményének tekinthető. Negyedik helyig jutott az Oriconon, és az aranylemez státust is megkapta. Akkori leghosszabb országos turnéja következett, a Diabolos: Aien no si (Diabolos ~哀婉の詩~; Hepburn: Diabolos: Aien no Shi), 36 fellépéssel; az utolsó koncertre a Tokyo Dome-ban került sor karácsonykor.

### 2006–07: Első ázsiai szólóturnéi, aFúrin kazanés a S.K.I.N.
- Returner (Jami no súen)Gackt első olyan kislemeze, mely vezette a toplistákat

Nem tudod lejátszani a fájlt?
Gackt pályafutása első ázsiai szólókoncertjét 2006. január 14-én adta Szöulban, a Vívóstadionban. Ugyanebben a hónapban jelent meg 24. kislemeze, a Redemption, mely a Square Enix-játék Dirge of Cerberus: Final Fantasy VII egyik betétdala volt. Február 28-án az énekes részt vett a hjógo prefektúrai Maiko Középiskola ballagási ünnepségén, ahol beszédet mondott és előadott egy, kifejezetten az alkalomra írt dalt, melyet 2007. február 7-én No ni szaku hana no jó ni címmel jelentetett meg. Gackt azóta többször is részt vett különféle ballagási eseményeken.
Augusztusban az Otakon rendezvényen bejelentették, hogy S.K.I.N néven új supergroup alakult, Gackt, az X Japan alapítója, Yoshiki, a Luna Sea gitárosa, Sugizo és Miyavi részvételével. Az együttes ugyan fellépett 2007. június 29-én az Anime Expón Kaliforniában, azóta nem volt aktív. December 24-én Gackt kisebb rajongóiklub-turnéra indult D.r.u.g. Party címmel, melyet további koncertek követtek Dél-Koreában és Tajvanon.

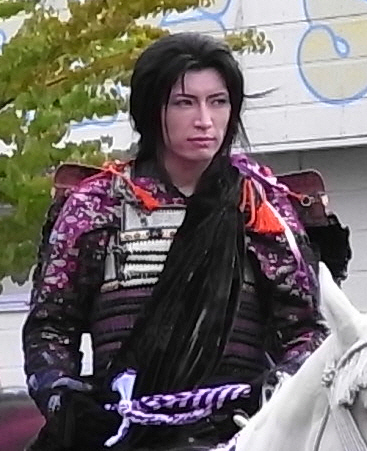
Gackt mint Ueszugi Kensin Dzsóecu városának 83. Kensin-fesztiválján 2008-ban. 2007 óta alakítja a hadurat a fesztiválon.

2007 januárjában Gackt Ueszugi Kensin daimjót alakította az NHK Fúrin kazan című történelmi televíziós sorozatában. Június 20-án kiadta 27. kislemezét Returner (Jami no súen) címmel, mely első olyan kislemeze volt, amely vezette az Oricon slágerlistáját. Augusztus 23-án meghívták, hogy részt vegyen Dzsóecu város hagyományos Kensin-fesztiválján, mint Ueszugi Kensin. A fesztivál mintegy 203 000 látogatót vonzott. Októberben a ginzai Apple Store-ban tartott sajtótájékoztatót, ahol az első iPhone reklámozása mellett bejelentette, hogy teljes korábbi diszkográfiája, valamint élő koncertfelvételei is elérhetővé válnak az iTunes Store-ban, valamint hogy a The Greatest Filmography című DVD-je Kanadában és az Amerikai Egyesült Államokban is megjelenik. Október 26-án a Diabolos 18 európai országban jelent meg. Novemberben fellépett a koreai M.net/Km Music Video Festivalon, majd Pekingben a 2007-es japán-kínai kulturális koncerten. December 10-én részt vett a pekingi China Fashion Awardson, ahol elnyerte az Év japán előadója díjat. December 19-én újabb válogatáslemeze jelent meg, a 0079–0088, melyen a Gundam-franchise-ban szereplő dalai is helyet kaptak. Év végén szokásosan fellépett a Kóhaku uta gasszen tévéműsorban.
2007-ben Gackt jótékonysági kampányt indított Save Our Dears néven, mellyel a 2007-es csúecui part menti földrengés áldozatainak segítettek Niigata prefektúrában. Gackt a kampányhoz kulcstartót és karkötőket tervezett, valamint a kampány része volt két Orico UPty MasterCard bankkártya is. Az énekes rajongói klubja, a Dears kétmillió jent (kb. 26 000 amerikai dollárt) gyűjtött össze. Az összeget Gackt Dzsóecu városának adományozta a 83. Kensin-fesztiválon 2008-ban.

### 2008–09:Requiem et Reminiscence IIturné,Re:Born
2008. július 31-én az Internet Co., Ltd. kiadta a Gackpoidot, egy Vocaloid-verziót, melyhez felhasználták Gackt hangját. December 3-án, egy év szünetet követően megjelent 28. kislemeze, a Jesus. Hetedik helyezett volt az Oriconon és tíz hetet töltött a listán. December 14-én Gackt országos turnéra indult, mely az addigi legnagyobb szabású volt a pályafutása során. A Requiem et Reminiscence II: Szaiszei to kaikó (Requiem et Reminiscence II -再生と邂逅-; Hepburn: Requiem et Reminiscence II -Saisei to Kaikō-) több mint 45 állomást és 60 koncertet foglalt magába, és összesen 210 000 fős közönséget vonzott.
2009. január 28-án megjelent 29. kislemeze, a Ghost, mely hatodik helyig jutott a slágerlistán. Május 18-án Szöulban adott volna koncertet, azonban a gazdasági világválság miatt a szponzorai kivonták magukat, így le kellett mondania a fellépést. Szólókarrierjének tizedik évfordulója alkalmából egymás után négy kislemezt jelentetett meg, sorban: Koakuma Heaven, Faraway, Lost Angels és Flower címmel, június 10. és július 1. között. Mind a négy felkerült az Oricon top 10-es listájára. Június 13-án folytatódott a turné, majd július 4-én a Jojogi nemzeti sportcsarnokban a rajongói klub tagjai számára rendezett koncerttel ünnepelte a születésnapját. A turné záró koncertjeire július 11-én és 12-én került sor a Saitama Super Arénában.
Mivel Gackt is és a Kamen Rider-sorozat heiszei-kori sugárzása is a 10. évfordulóját ünnepelte, felkérték, hogy vegyen részt a 2009-es Kamen Rider Decade munkálataiban és adja elő a betétdalokat. Ezek az első olyan kislemezei, amelyeket nem ő maga komponált. Márciusban jelent meg 30. kislemezeként a sorozat nyitódala, a Journey Through the Decade, mely második helyezett lett és 25 hetet töltött a listán. A RIAJ aranylemezzé nyilvánította. Augusztusban megjelent a sorozathoz tartozó All Riders vs. Dai-Shocker című film betétdala, a The Next Decade, mely negyedik helyig jutott az Oriconon. Gackt szerepelt is a filmben, Júki Dzsódzsit (Riderman) alakította. Az együttműködés 2010. január 10-én ért véget az utolsó kislemez, a Stay the Ride Alive megjelenésével, mely ugyancsak negyedik helyezett volt a slágerlistán.
Szeptemberben újra fellépett Koreában, ezúttal az Ázsiai Dalfesztiválon. Ugyancsak részt vett a 2009-es Animelo Summer Live koncerten. Októberben fellépett a Jojogi nemzeti sportcsarnokban rendezett Wow Live! Thanks For Music koncerten. December 2-án megjelent hetedik nagylemeze, a Re:Born, mely a 2001-ben útjára indított koncepciót folytatta. Kilencedik lett a slágerlistán. December 12-én a Saitama Super Arénában a rajongói klub számára tartott koncertet, melynek tematikája egy fiktív iskola, a „Camui Gakuen” volt.

### 2010–11: Első európai turné, csatlakozás az Avex Grouphoz,The Eleventh Day
2010. február 14-én Gackt részt vett az Asia Pops Festivalon Niigatában, melyet a 2007-es földrengés áldozatainak emlékére rendeztek. Március 6-án és 7-én a Koei által rendezett fesztiválon lépett fel, ahol a cég új Wii-játékának, a Samurai Warriors 3-nak a betétdalait adta elő. Április 17-én bejelentette, hogy a Nippon Crown kiadótól az Avex Grouphoz szerződik át. A kiadótól való távozása előtt létrehozta a Yellow Fried Chikenz együttest, melynek tagjai közé tartozott Chachamaru és Jamada Sinja (Luna Sea). Júniusban és augusztusban országos turnéra indult velük, közben júliusban első európai turnéja keretében Londonban, Párizsban, Barcelonában, Münchenben és Bochumban lépett fel. Július 21-én még a Nippon Crown kiadásában megjelent a The Eleventh Day: Single Collection válogatáslemez. Augusztus 23-án újra részt vett a Kensin-fesztiválon, ezúttal 240 000 látogató előtt. December 14-én a Message! to Asia jótékonysági programban működött közre, fellépett a Tokyo Dome-ban rendezett koncerten, melynek bevételeit kambodzsai és fülöp-szigeteki utcagyerekek megsegítésére terveztek fordítani. A rendezvényhez kapcsolódó aukción áruba bocsátotta 1999-es, Pontiac Firebird Trans Am MS6 típusú autóját, mely 6 015 000 jenért (kb. 72 000 dollárért) kelt el.
2011-ben a tóhokui földrengés és cunami áldozatai számára létrehozta a Show Your Heart jótékonysági kampányt. Márciusban 33 tonnányi ellátmány (élelmiszer és ruhanemű) érkezett a károsultaknak, az országos utcai gyűjtőkampány pedig 25 234 490 jent (kb. 320 000 dollárt) eredményezett. Az így összegyűjtött pénzt a Rakuten utalta át a Japán Vöröskeresztnek, a banki átutalásokat is beleszámítva összesen 208 181 735 jent (mintegy 2 641 000 dollárt). Júliusban és augusztusban másodszor turnézott Európában a Yellow Fried Chickenzzel, kilenc országban 14 koncertet adott, köztük Budapestre is ellátogatott. Ezt japán turné követte, melynek bevételei a Vöröskereszthez kerültek. 2012. július 4-én a Nippon Budókanban tartott fellépésük volt az utolsó; a Yellow Fried Chickenz feloszlott. Augusztus 22-én Gackt ismét magára öltötte Ueszugi Kensin jelmezét a 86. Kensin-fesztiválon.

### 2012–14:Best of the Bestturné, saját kiadó

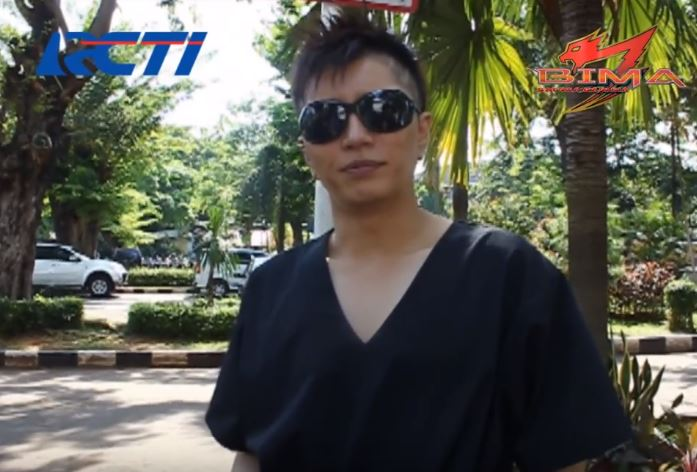
Gackt 2013-ban, az indonéz RCTI csatornán

2012. március 18-án és 19-én Gackt részt vett a FilmAid Asia gáláján, és a 6. Ázsiaifilm-díjkiosztón a Hongkongi Nemzetközi Filmfesztiválon, ahol fel is lépett., Március 2-án előadta Japán himnuszát a profi baseball-liga nyitó mérkőzésén a Tokyo Dome-ban. Negyedik alkalommal énekelte el a himnuszt. December 15-én az All Night Nippon rádiópogram 45. évfordulós koncertjén fellépett a Jojogi nemzeti sportcsarnokban. Négy nappal később megjelent 43. kislemeze, a White Lovers (Siavasze na toki).
2013-ban négy év után újra országos turnéra indult Best of the Best Vol. I címmel, május 11-én, mely július 7-én ért véget a Yokohama Arénában. Ugyanebben a hónapban két válogatáslemeze jelent meg, a Mild és Wild, melyeken két, eddig ki nem adott dal is szerepelt, a Claymore és a Szakura csiru.... Augusztus 22-én ismét megjelent a 88. Kensin-fesztiválon. December 22-én tartotta negyedik és az évi utolsó koncertjét a fiktív iskola, a Camui Gakuen tematikájában. December 26-án különleges koncertet adott a Tokiói Filharmonikus Zenekar kíséretében.
2014. február 12-től, a P.S. I Love U című kislemez megjelenésétől számítva lemezeit saját független kiadója, a G&Lovers adja ki, a Crown Tokuma disztribúciójában. Augusztusban újra részt vett a 89. Kensin-fesztiválon. Október 1-jén kijött 45. kislemeze, az Akacukizukujo (Day Breakers) December 26-án másodszorra adott koncertet a Tokiói Filharmonikus Zenekarral.

### 2015–2017:Last Moon,Last Visualiveturné
Gackt szóló pályafutásának 15. évfordulója alkalmából 2015. július 1-jén remixalbum jelent meg Gacktracks: Ultra DJ ReMix címmel. Dalait olyan DJ-k remixelték, mint DJ Koo, Takahasi Taku, Tanaka Tomojuki (FPM), Jazztronik vagy Marc Panther. Gackt úgy nyilatkozott, ő maga egyedül nem csinált volna hasonló projektet, mert nem kedveli az EDM műfaját. A DJ-ket jelentkezési sorrendben választotta, és a nagy számú érdeklődés miatt úgy vélte, a jövőben újabb hasonló együttműködésre is sor kerülhet. Július 3-án a lemez megjelenéséhez kapcsolódó partit tartott. Augusztus 23-án hetedik alkalommal öltötte magára Ueszugi Kensin hadúr jelmezét a Kensin-fesztiválon, rekord számú, 243 000 látogató előtt. Október 7-én megjelent 46. kislemeze, az Arrow. Október 23-án rövid turnéra indult a Camui Gakuen koncepcióval.
A Last Visualive szaigo no cuki: Last Moon turnéja 2016. március 19-én kezdődött egy, kizárólag a rajongói klub tagjainak tartott koncerttel Szaitamában, az első nyilvános koncertre pedig március 21-én került sor Jamanasiban. A turné július 3-án ért véget a Saitama Super Arénában. Összesen 30 városba látogatott el és 42 koncertet adott a turné folyamán, mintegy 120 000 embernek. Nyolcadik nagylemeze Last Moon 2016. április 27-én jelent meg és hatodik volt az Oricon heti listáján. 48. kislemezét Cumi no keisó (Original Sin) címmel 2017. március 22-én adta ki.

### 2018–

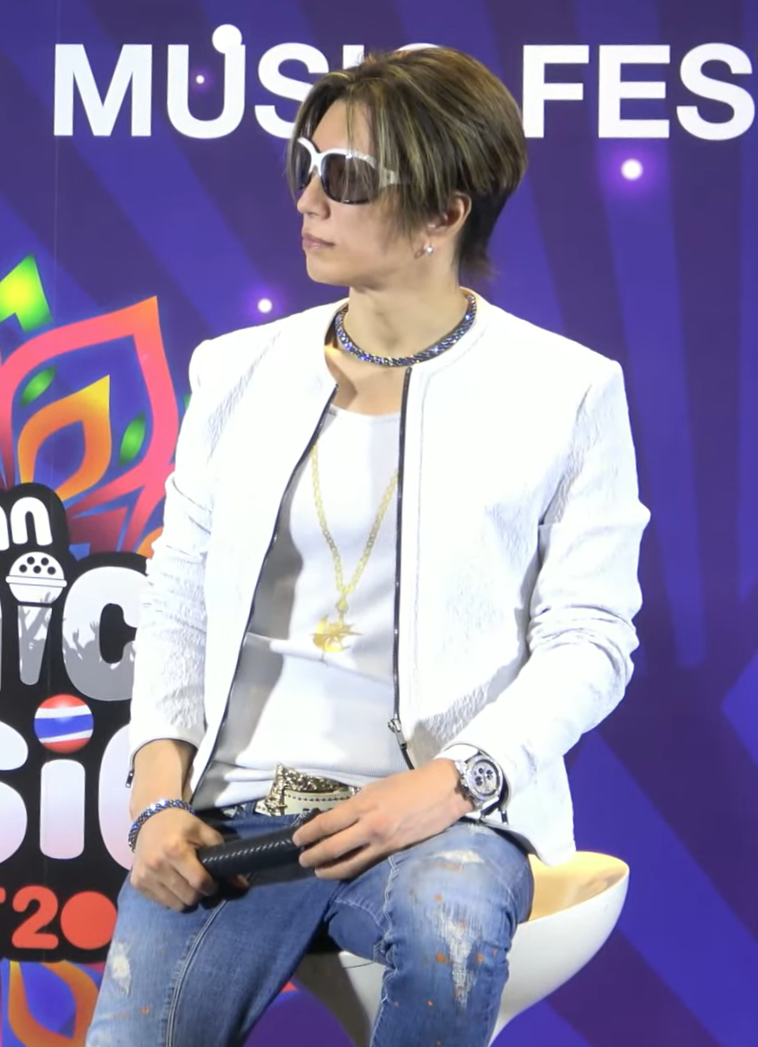
Gackt, 2023.

2018 márciusában főszerepet játszott a Karanukan (カーラヌカン) című romantikus filmben, melyet Okinaván forgattak. Július 4-én koncertet adott 45. születésnapja alkalmából a tokiói Shinkiba Studio Coastban, melyet a NicoNico élőben közvetített az interneten. Október 11 és 25 között nyolc koncertet adott a Camui Gakuen koncepcióval. December 31-én elénekelte a himnuszt a Rizin Fighting Federation által rendezett MMA-mérkőzés előtt, ahol Naszukava Tensin japán kick-boxoló és Floyd Mayweather Jr. amerikai bokszoló mérkőztek meg egymással. A Fuji TV élő közvetítésén is részt vett, mint vendégkommentátor.
2019 márciusában bejelentették, hogy dalszöveget írt BoA Szukidajo: My Love (スキだよ-MY LOVE-; Hepburn: Sukidayo: My Love) című dalához. Július 4-én 46. születésnapja és szólókarrierjének 20. évfordulója alkalmából koncertet adott a Pacifico Yokohamában. 2020 januárjában és februárjában nyolc városban 20 koncertet adott a Khaos című turnéja keretében. A turnén értékesített ajándéktárgyakból befolyt bevételt, mintegy 4,7 millió jent a leégett Suri várkastély újjáépítésére ajánlotta fel és saját vagyonából adakozott a célra.
2021 szeptemberében Gackt bejelentette, hogy diszfónia miatt bizonytalan időre kénytelen felfüggeszteni énekesi tevékenységét.

## Zenei stílusa

Gackt Last Moon-koncepciójának egyik jelmeze fellépésen

Gackt hangja jellegzetes vibratójáról ismert, de falzettben is képes énekelni. Gackt úgy nyilatkozott, hogy 2003 és 2004 között túlságosan kiszélesítette a hangterjedelmét és 2005-ig keresgélte a megfelelő kifejező módot. Az AllMusic szerint Gackt hangja „nagyon melodrámai”, valamint „gördülékeny, sima, természetellenesen szívből jövő”. Dalai többféle műfajt ölelnek át a dallamos balladáktól az intenzív hard rock dalokig. A nyers rock elemeit hallgatóbarát kompozícióval kombinálja. Több dalában is szerepelnek hagyományos japán hangszerek, mint a sakuhacsi, a samiszen, a sinobue, az erhu, a só, a koto vagy a taiko. Gackt ezt Zipangu rocknak nevezi.
Stúdióalbumainak többsége két koncepció köré épül. Az egyik a „Moon Saga” (Moon, Crescent, Diabolos, Last Moon), mely vámpírtörténet, habár a vámpírok itt nem az emberi természet sötét oldalát hivatottak reprezentálni. A másik koncepció a „Requiem et Reminiscence” vagy „ЯR” (Rebirth, Re:Born), mely a második világháború világát idézi meg. Mindkét koncepció az emberiség egzisztenciális kérdéseit boncolgatja. Szimbolikus, pszichológiai történetek az emberi bűnök, háborúk ismétlődéséről és az emberi élet értelmének kérdéséről. A történet születik először, utána a dalszöveg és a zene. Így a dalok koncepciójukat tekintve kapcsolódnak egymáshoz, mégis önálló entitások. Gackt úgy véli, a koncepciók alapján felépített koncertjei nem hagyományos fellépések, és nem sorolhatóak a musicalek vagy a színdarabok közé sem. Épp ezért ő a „visualive” elnevezést preferálja, ahol egyesül a történet, a zene, a színház, a musical a történettel és az élő előadásmóddal. Ezt a fajta fellépési módot a 2001-es Requiem et Reminiscence turné alatt fejlesztette ki, és csaknem tíz évbe telt, hogy számára elfogadható minőségűvé váljon a 2008–2009-es Requiem et Reminiscence II turné során. Ugyanakkor Gackt úgy véli, ez a fajta kifejezésmód rendkívül nehéz és fárasztó, és nem felel meg a mai szórakoztatóipari követelményeknek kifizetődőség szempontjából.

## Színészi pályafutása

### Mozi, televízió és szinkronizálás

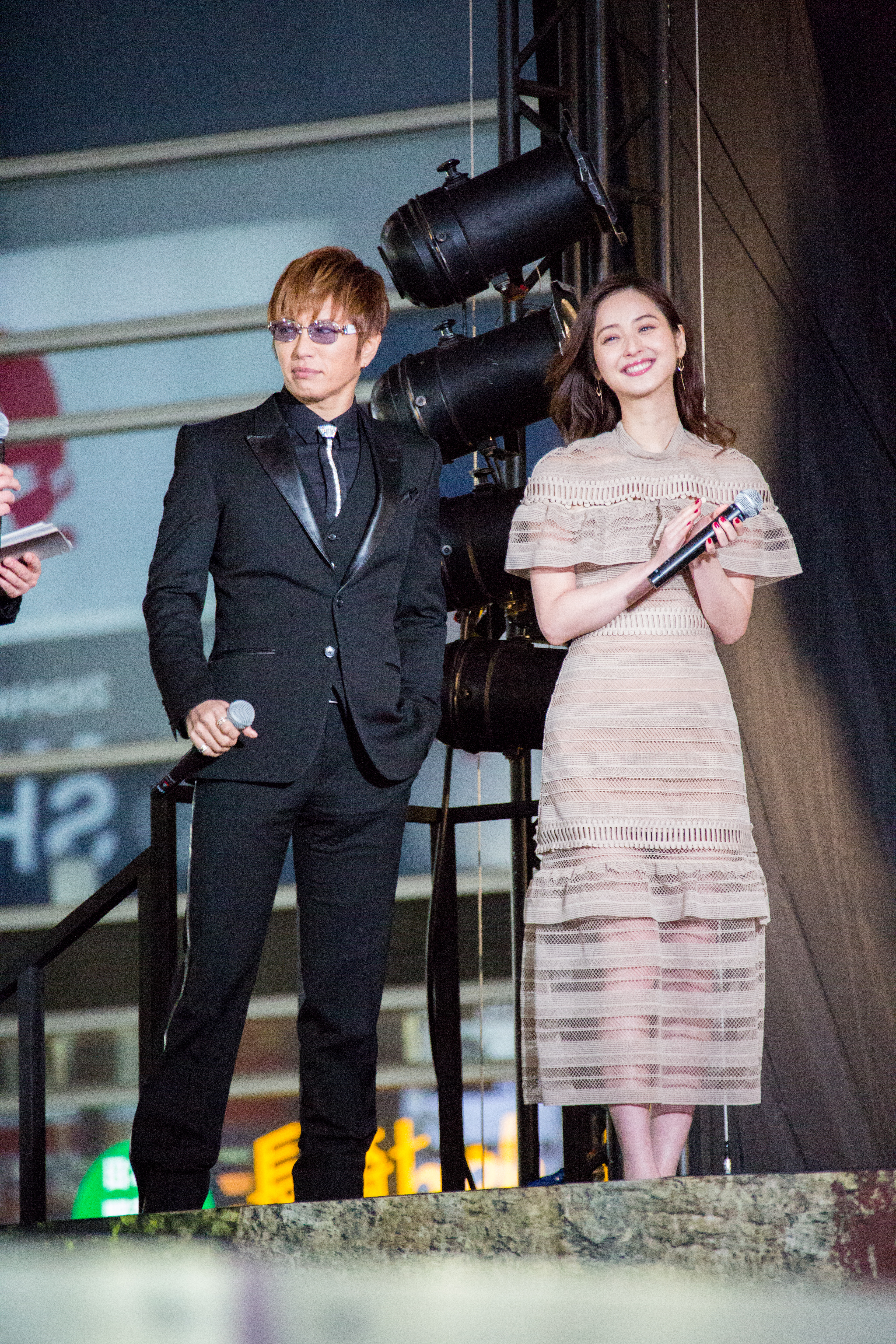
Gackt és Szaszaki Nozomi modell a Kong: Koponya-sziget premierjén Japánban, 2017 februárjában

Gackt filmes pályafutása 2001-ben és 2002-ben két dokumentumfilmmel indult. Először Madagaszkárra utazott az Ima hadaka ni sitai otoko-tacsi (いま裸にしたい男たち; Hepburn: Ima Hadaka Ni Shitai Otoko-tachi) tévéműsor keretében, majd egy gyerekeknek szánt oktatófilmben szerepelt Hero’s Hero címmel. 2003-ban társ-forgatókönyvírója volt a Moon Child című filmnek, melynek főszerepét is ő játszotta. Április 19-én mutatták be Japánban, majd május 13-án a cannes-i fesztiválon. Ezt követően a Sin Hokuto no ken című OVA-ban kölcsönözte hangját az egyik szereplőnek, és két dalát is felhasználták betétdalként, melyek a Lu:na/Oasis kislemezen jelentek meg. A Taito Corporation és a Red Entertainment Bujingai című videójátékában a főszereplő alakját és hangját kölcsönözte. 2006-ban a Final Fantasy-sorozathoz tartozó Dirge of Cerberus játékban volt hallható, majd 2007-ben a Crisis Core-ban Genesis Rhapsodost mintázták róla. Az első játék számára két betétdalt is írt, melyek a Redemption című kislemezen jelentek meg. A Crisis Core-ban karaktere által hordott ruhát Gackt a koncertjein is viselte, és az egyik jellegzetes fellépőruhájává vált.
2007-ben Gackt Ueszugi Kensin daimjót alakította az NHK csatorna Fúrin Kazan című történelmi drámájában. Játékáért jelölték a TV Navi Legjobb mellékszereplő drámában díjára. Egyetlen slágerlista-vezető dala, a Returner (Jami no súen) a sorozat betétdala volt. Gackt úgy emlékszik, hogy Kensint mindig kemény férfinak ábrázolták korábban, ezért sok kritikát kapott simára borotvált, hosszú hajú megjelenése a sorozatban. Azonban színésztársa, Ogata Ken támogatta Gackt elképzelését a szereplő megjelenéséről. Ugyanebben az évben Gackt az Arthur és a villangók című animációs film japán szinkronjában működött közre. 2008-ban Romániában forgatta első nemzetközi filmjét, a Bunrakut, mely 2010-ben jelent meg. Ezt követően a TBS Mr. Brain című sorozatának második epizódjában egy halálra ítélt bűnözőt alakított, majd a Kamen Rider Decade: All Riders vs. Dai-Shocker című filmben játszott.
2010-ben többször is szinkronizált, először az Arthur: Maltazár bosszúja című animációs filmben, majd a Shiki című animében, mely az első állandó szinkronszerepe volt. A Tono to isso című animében a korábban tévésorozatban alakított Kensin hangját adta. Két videójátékban is szinkronizált karaktereket, a Dragon Nestben, melyhez az Ever című dalt írta, valamint a Mobile Suit Gundam: Extreme Vs.-ben is hallható volt. 2011-ben a Tono to isso folytatásában, a Supernatural: The Animation-ben is szinkronizált, majd a Sket Dance-ben is melyhez dalt is írt Graffiti címmel. A Tempest (テンペスト) című televíziós sorozatban egy kínai eunuchot alakított, aki át akarja venni a hatalmat a Rjúkjúi Királyságban. Szinkronszínészként dolgozott a Dragon Age: Dawn of the Seeker animációs filmen is, melyhez a betétdalt is ő énekelte.
2012-ben Gackt szerepet kapott a Szengoku baszara: Moonlight Party című televíziós sorozatban mint Oda Nobunaga. A sorozat betétdalát is ő énekelte fel, Hakuro címmel. Az Onda Riku regényéből született Akumu-csan című sorozatban kettős szerepet alakított. 2013 novemberében vendégszerepet kapott az indonéz Bima Satria Garuda című sorozat két epizódjában. 2014-ben az Akumu-csan filmváltozatában szerepelt, majd a Time Spiral című televíziós sorozatban, ahol egy időutazó egyetemi tanárt alakított. Gackt együttműködött a Square Enix-szel a 3594e mobiltelefonos játék létrehozásában, mely egy kínai történelmi regényen, A három királyság regényes történetén alapszik. A játékban Lü Pu tábornokot mintázták róla.
2015-ben Gackt szerepelt az Origami című rövidfilmben, melyet Cato Ochi rendezett, és amelyet Cannes-ban is bemutattak. Ugyanebben az évben a Szengoku sura Soul (戦国修羅SOUL; Hepburn: Sengoku Shura Soul) című mobiltelefonos játék szereplőinek kölcsönözte a hangját. 2016-ban bejelentették, hogy 14 év után először játszik főszerepet a Karanukan című filmben, melyet Hamano Jaszuhiro (浜野安宏; Hepburn: Hamano Yasuhiro) rendezett. A film Okinaván játszódik, és Gackt egy olyan híres fotóst alakít, aki megcsömörlik a tokiói szórakoztatóipartól és a szigeten keres menedéket, ahol megismerkedik egy titokzatos lánnyal, Mamival. Később az Othellonia című játék egyik szereplőjének adta a hangját, majd a Trickster című animében szinkronizált, valamint a nyitó- és záródalokat is ő adta elő. A Kong: Koponya-sziget című amerikai film japán szinkronjában Tom Hiddlestonnak kölcsönözte a hangját. 2018-ban Maja Mineo (魔夜峰央; Hepburn: Mineo Maya) mangája, a Tonde Szaitama (翔んで埼玉; Hepburn: Tonde Saitama) alapján készült vígjátékban Aszami Reit alakította.

### Színház
2010-ben Gackt főszerepet játszott a tokiói Nisszei Színházban bemutatott Nemuri kjósiró buraihikae (眠狂四郎無頼控; Hepburn: Nemuri Kyōshirō Buraihikae) című színdarabban. Hét városban, mintegy 120 alkalommal mutatták be a színdarabot, körülbelül 150 000 néző előtt, 2011. február 27-ével bezárólag. 2012-ben bejelentette, hogy folytatni kívánja a „Moon Saga”-koncepciót egy saját színdarabbal, melyet ő maga rendezett és komponált. A címe Moon Saga: Josicune hiden (Moon Saga 義経秘伝; Hepburn: Moon Saga: Yoshitsune Hiden), melyben a főszereplő Minamoto no Josicunét alakította. Összesen 60 alkalommal mutatták be a színdarabot július 15. és október 2. között, összesen mintegy 50 000 néző előtt. Több alkalommal meghívtak a tóhokui földrengés miatt elárvult gyerekeket az előadásra, akik pénzbeli adományokat is kaptak. A színdarabot 2014-ben augusztus és október között újra színpadra állították hét városban, mintegy 40 alkalommal, és ebben az időszakban jelent meg a darab zenéje is lemezen.

## Üzleti tevékenysége
2016-ban Ikeda Szatosival közösen ingatlanügynökséget alapított Gackt & Ikeda Asia Bridge Partnerz néven Kuala Lumpurban, Malajziában. 2017-ben ázsiai stratégiai tanácsadó lett a Spindle virtuálisvaluta-projektben.

## Megjelenése a médiában
Gackt számos alkalommal szerepelt a People magazinéhoz hasonló országos felméréseken, mint az egyik legszebb japán híresség. 2009-ben ötödik helyen szerepelt a japán rockzene történetének neves személyiségei között. Divatikonként, J-pop-idolként és nemzeti ikonként tartják számon, valamint az androgün koncepciókat előtérbe helyező visual kei mozgalomnak köszönhetően nevezték már a bisónen mangák „fantáziaférfijainak eleven megtestesülésének” is. Olyan fiktív szereplőkhöz hasonlították, mint Griffith a Berserk című mangában, vagy Cloud Strife a Final Fantasy VII-ben, valamint számos mangakaraktert ő maga inspirált.
Gackt számos televíziós reklámban szerepelt, többek között olyan márkáknak, mint a Fujifilm, a Shiseido, a Daihatsu, a Niconico, a Tsutaya, a Square Enix vagy a Konami. Számtalan televíziós műsorban lépett fel előadóként, vendégként vagy rendszeres résztvevőként, például a Hey! Hey! Hey! Music Champ-ben; 2009 óta rendszeres vendége a TV Asahi újévi műsorának, melynek címe Geinódzsin-Kakuzuke-Check (芸能人格付けチェック; Hepburn: Geinoujin-Kakuzuke-Check), ahol rekord számú alkalommal, összesen 58-szor nyert.

## Magánélete
Gackt 20 évesen rövid ideig házasságban élt egy koreai nővel. 1995-ben Tokióba költözött, majd 2012-ben a Fülöp-szigeteken és Hongkongban telepedett le. Ugyanebben az évben Malajziában vett házat, és ideje nagy részét itt tölti.
Az énekes folyékonyan beszél kínaiul, angolul és koreaiul, valamint tud franciául is. Kétdanos taekwondo-mester (ITF), de egyéb harcművészetekkel is foglalkozik, például karatézik, bokszol és a brazil dzsúdzsucuban is jártas. Szívesen pókerezik, 2017 óta versenyeken is részt vesz, legnagyobb nyereménye 75 600 dollár volt egy negyedik helyezésből.
Úgy nyilatkozott, hogy filozófiai hitvallásához legközelebb a japán busidó áll. Vallások tekintetében legközelebb a természeti vallások állnak hozzá. Családja hite szerint az elhunyt családtagok istenségekké válnak, akiket tisztelni kell, a rjúkjúi vallásban emiatt kétféle koncepció létezik: az ősök tisztelete és a természet tisztelete. Nincsenek kiforrott elméletei és rituáléi, arról szól, ami körülöleli az embert, a természet szeretetéről.

## Diszkográfia
- Mizérable (középlemez) (1999)
- Mars (2000)
- Rebirth (2001)
- Moon (2002)
- Crescent (2003)
- Love Letter (2005)
- Diabolos (2005)
- Re:Born (2009)
- Last Moon (2016)

## Filmográfia

### Filmek
- Moon Child (2003)
- Kamen Rider Decade: All Riders vs. Dai-Shocker (2009)
- Bunraku (2010)
- The Tempest 3D (2012)
- Akumu-csan (悪夢ちゃん; Hepburn: Akumu-chan?) (2014)
- Origami (2015, rövidfilm)
- Karanukan (2018)
- Tonde Szaitama (翔んで埼玉; Hepburn: Tonde Saitama?, ’Fly Me to the Saitama’) (2019)[261]
- The Confidence Man JP: Episode of the Princess (2020)
- Tonde Szaitama II (翔んで埼玉 II; Hepburn: Tonde Saitama II?, ’Fly Me to the Saitama II’) (2022)[261]

### Szinkronizálás
- Sin Hokuto no ken (2003, OVA)
- Bujingai (2003, videójáték)
- Dirge of Cerberus: Final Fantasy VII (2006, videójáték)
- Crisis Core: Final Fantasy VII (2007, videójáték)
- Arthur és a villangók (2007, animációs film japán szinkronja)
- Arthur: Maltazár bosszúja (2010, animációs film japán szinkronja)
- Shiki (2010, anime)
- Tono to isso (2010, anime)
- Dragon Nest (2010, videójáték)
- Mobile Suit Gundam: Extreme Vs. (2010, videójáték)
- Supernatural: The Animation (2011, anime)
- Sket Dance (2011, anime)
- Dragon Age: Dawn of the Seeker (2012, animációs film)
- 3594e (2014, mobiltelefonos játék)
- Sengoku Shura Soul (2015, mobiltelefonos játék)
- Othellonia (2016, mobiltelefonos játék)
- Trickster (2016, anime)
- Kong: Koponya-sziget (2017, játékfilm japán szinkronja)

### Televíziós sorozatok és dokumentumfilmek
- Ima hadaka ni sitai otoko-tacsi  (いま裸にしたい男たち; Hepburn: Ima Hadaka Ni Shitai Otoko-tachi?) (2001)
- Hero’s Hero (2002)
- Fúrin kazan (2007)
- Mr. Brain (2009)
- The Tempest (2011)
- Akumu-csan (悪夢ちゃん; Hepburn: Akumu-chan?) (2012)
- Szengoku baszara: Moonlight Party (2012)
- Bima Satria Garuda (2013)
- Time Spiral (2014)

## Könyvei
- 自白 (Dzsihaku) (japán nyelven). Kobunsha (2003). ISBN 4-334-97412-0 (önéletrajz)
- Moon Child 鎮魂歌 (Moon Child Requiem) (japán nyelven). Kadokawa Shoten (2003). ISBN 978-4048734615 (regény)
- Gacktionary (japán nyelven). Kadokawa (2009). ISBN 978-4048950701 (idézetgyűjtemény)
- Moon Saga 義経秘伝 (Moon Saga Josicune hiden) (japán nyelven). Kodansha (2014). ISBN 978-4062190565 (regény)
- Gacktの格゛言集 (Gackt no gakugensu) (japán nyelven). Takarajimasha (2015). ISBN 9784800234674 (idézetgyűjtemény)
- Oh!! My!! Gackt!! (japán nyelven). Kadokawa (2017). ISBN 9784046017062 (blogposztjai gyűjteménye)
- Gacktの勝ち方 (Gackt no kacsi-kata) (japán nyelven). North Village (2019). ISBN 9784861133770 (üzleti könyv)

## Turnéi
Arénaturnék:
- 2000: Mars szora kara no hómonsa (Mars 空からの訪問者 (?))
- 2001: Requiem et Reminiscence
- 2002: Kagen no cuki (下弦の⽉ (?))
- 2003: Dzsógen no cuki (上弦の⽉ (?))
- 2004: The Sixth Day & Seventh Night
- 2005-06: Diabolos: Aien no si (Diabolos 〜哀婉の詩〜 (?))
- 2008-09: Requiem et Reminiscence II: Szaiszei to kaikó (Requiem et Reminiscence Ⅱ 〜再生と邂逅〜 (?))
- 2013: Best of the Best Vol. I
- 2016: Last Visualive Szaigo no cuki: Last Moon (Last Visualive 最期ノ月 –Last Moon– (?))

Klubturnék:
- 1999: Easter Live
- 1999: Shockwave Illusion Live
- 2000: Starlight Gig
- 2006-07: Training Days D.r.u.g. Party

## Fordítás
Ez a szócikk részben vagy egészben  a   Gackt című angol Wikipédia-szócikk ezen változatának fordításán alapul.  Az eredeti cikk szerkesztőit annak laptörténete sorolja fel. Ez a jelzés csupán a megfogalmazás eredetét és a szerzői jogokat jelzi, nem szolgál a cikkben szereplő információk forrásmegjelöléseként.